# Víctor Tenorio García
Víctor Antonio Tenorio García, auch bekannt als Vite (* 30. September 1941 in Ayacucho, Peru), ist ein peruanischer Philologe, Hochschullehrer, Dichter und Schriftsteller, der auf Spanisch und Chanka-Quechua schreibt.

## Werdegang
Víctor Antonio Tenorio García wurde 1941 in Ayacucho/Huamanga geboren. Er studierte und machte seinen Magister in spanischsprachiger Literatur an der Pontificia Universidad Católica del Perú (PUCP) und wurde in Erziehungswissenschaften an der Universidad Nacional de San Cristóbal de Huamanga (UNSCH, Ayacucho) promoviert. Er hatte als Universitätsprofessor an der UNSCH den Lehrstuhl für Literatur.

## Literarisches Wirken
Víctor Tenorio García hat sowohl Gedichte als auch Erzählungen auf Spanisch und auch auf Chanka-Quechua verfasst. 2001 gewann er für seine Gedichtsammlung Musqusqa Harawikuna den ersten nationalen Preis für Quechua-Literatur der Universidad Nacional Federico Villarreal in Lima. Zu seinen bekanntesten Literaturveröffentlichungen gehören El cantar de Ayacucho, Estación de eternidad, Confidencias a la amada invencible, Alforja de poemas y prosas und La procesión de los gatos.

## Werke

### Lyrik auf Spanisch
- Confidencias a la amada invencible (1984)
- Alforja de Poemas y Prosas (1989)
- Razones del verso: Razones del Amor  (1991)
- Memorias del Uku Pacha/ Retazos del Vivir (1996)

### Lyrik auf Quechua
- Musqusqa Harawikuna. In: Ranulfo Fuentes Rojas, Víctor Tenorio García: Llaqtaypa harawin / Musqusqa Harawikuna. Lima, Perú: Universidad Nacional Federico Villarreal, Editorial Universitaria, 2003. ISBN 978-9972-9516-2-6

### Prosa auf Spanisch
- Los tesoros del Buscador (1992)
- No hay mal que dure 100 años
- Romances de Emilla
- Campaña electoral del Capi Fuentes y reinado de S.M. Ukucha Octavia. San Borja, Lima : Ediciones Altazor, 2004 (Roman).
- La procesión de los gatos. San Borja, Lima : Ediciones Altazor, 2009, 78 Seiten (Erzählung), ISBN 978-612405306-1
- La danza del gallo. San Borja, Lima : Ediciones Altazor, 2009, 78 Seiten, ISBN 978-9972-839-99-3
- El toro más toro. San Borja, Lima : Ediciones Altazor, 2019.

### Prosa auf Quechua
- Wayrapa Willakusqan. San Borja, Lima : Ediciones Altazor, 2021, 104 Seiten (16 Erzählungen auf Quechua), ISBN 978-612442082-5

### Akademische Arbeiten
- Ollantay: el amor y rutas del poder (1986)
- Siete estudios del cuento peruano. San Borja, Lima : Ediciones Altazor, [1988] 2004, 120 Seiten, ISBN 978-9972-839-35-1
- Tradiciones de Huamanga
- Estudio de Huambar (1996)

### Wörterbuch
- Diccionario quechua runasimi marka. Ayacucho: Filo Artes Gráficas, 2008. ISBN 978-612480271-3